# Kevin James
Kevin George Knipfing (født 26. april 1965), bedre kendt under sit kunstnernavn Kevin James, er en amerikansk komiker og skuespiller. På tv spillede han Doug Heffernan i serien Kongen af Queens fra 1998 til 2007 og modtog en Primetime Emmy Award for for enestående hovedrolleindehaver i 2006. Han blev også nomineret til en People's Choice Award i 2017 for sin hovedrolle i CBS-sitcom Kevin Can Wait (2016-2018).
James har optrådt i filmene Hitch (2005), I Now Pronounce You Chuck & Larry (2007), Paul Blart: Mall Cop (2009), Grown Ups (2010), Zookeeper (2011), Here Comes the Boom (2012) og Pixels (2015). Han har også lagt stemmer til Monster House og Barnyard (begge 2006) og de første tre film fra Hotel Transylvania (2012-2018).

## Personlige liv
I 2004 blev James gift med skuespillerinden Steffiana de la Cruz i Californien. Deres første barn, datteren Sienna-Marie, blev født i 2005. Deres anden datter, Shea Joelle, blev født i 2007; Hun blev opkaldt efter New Yorks baseballstadion Shea Stadium. De fik deres første søn og tredje barn, Kannon Valentine, i 2011. James er lillebror til komiker Gary Valentine (født Gary Knipfing), der spillede Dougs fætter Danny Heffernan i Kongen af Queens. Han er en nær ven af den pensionerede MMA fighter Bas Rutten, og træner med ham på hans skole i Thousand Oaks, Californien. James er også kendt for at være en stor sportsfan, især er han fan af New York Knicks, New York Jets, New York Mets og New York Islanders, samt UFC. James gik på high school med den tidligere professionelle wrestler Mick Foley. Begge kæmpede de i gymnasiet. James, som er katolsk, optrådte på en katolsk-tema kanal EWTN's The World Over Live i 2012.

## Filmografi
- Cosby: Doug Heffernan (1 episode, 1998)
- Alle Elsker Raymond: Kevin / Doug Heffernan (8 episoder, 1996-1999)
- Martial Law: Dallas Hampton (1 episode, 1999)
- Becker: Doug Heffernan (1 episode, 1999)
- Arli$$: Kevin (1 episode, 2001)
- Pinocchio: Mangiafuoco (stemme)
- 50 First Dates: Factory Worker
- Hitch: Albert Brennaman
- Monster House: Officer Landers (steme)
- Grilled: Dave
- Barnyard: Otis (stemme)
- Kongen af Queens: Doug Heffernan (206 episoder, 1998-2007)
- Everybody Loves Raymond: Doug Heffernan
- I Now Pronounce You Chuck & Larry: Larry Valentine
- Elmo's Christmas Countdown: Santa Claus
- You Don't Mess with the Zohan: Hacky Sack Tournament Celebrity Judge (ukreditert)
- Paul Blart: Mall Cop: Paul Blart
- Grown Ups: Eric Lamonsoff
- The Zookeeper: Griffin Keyes
- Grown Ups 2: Eric Lamonsoff
- Here Comes the Boom: Scott Voss